# Arivonimamo (stad)
Arivonimamo is een stadsgemeente (Frans: commune urbaine) in de regio Itasy van de Afrikaanse eilandstaat Madagaskar. De plaats ligt aan de autoweg RN1 en is zo verbonden met Antananarivo in het oosten en Tsiroanomandidy in het westen. Bij Arivonimamo lag voorheen Antananarivo International Airport, tot dit vliegveld in 1967 werd vervangen door Ivato Airport.
- Bibliothèque nationale de France: cb12286793n (data)
- Library of Congress Control Number: n86069981
- Nationale Bibliotheek van Israël: 987007560149305171
- Virtual International Authority File: 138458991